# Киньшино
Ки́ньшино — деревня в Добринском районе Липецкой области России.

## География
Расположено на реке Чамлык при устье ручья. В настоящее время ручей без названия, но на карте Менде 1862 года он обозначен под названием как ручей Шлеповка.
На юго-западе поселения проходит Юго-Восточная железная дорога. Вблизи расположено о.п. 533 км. Участок дороги относится к Грязинской дистанции пути (ПЧ-1) Мичуринского региона.
Поселение граничит с Мордовским районом Тамбовской области.

## История
Деревня возникла как владельческое сельцо Киншина около 1777 года. В этот год было проведено межевание земель.
Сельцо принадлежало князьям Гагариным.
В 1862 году в сельце была мельница.
В 1874 году землемером Орловым было проведено новое межевание земель. Земельный участок был разделен на:
- сельцо Киньшина коломенского купца Петра Моисеевича Щукина;
- деревню Киньшина крестьян собственников;
- хутор Каширский козловского купеческого сына Алексея Федоровича Каширского[4].

В начале XX века располагалась экономия купца П. М. Придорогина.
Была в приходе Покровской церкви села Сибирки (Гагарино-Сафоново)
Входила в состав Сафоновской волости Усманского уезда Тамбовской губернии до 1925 года, затем в состав Сафоновского сельского совета Добринского района.
С 12 мая 2014 года входит в сельское поселение Добринский сельсовет.

## Население
- 1862 год — 225 жителей[5].
- 1911 год — 227 жителей[7].

| 2010 |
| ---- |
| 103  |

## Известные уроженцы
- Сергей Николаевич Назаркин (14 ноября 1913 — 11 ноября 1979) — полный кавалер ордена Славы.